# Хасан Сабрі-паша
Хасан Сабрі-паша (араб. حسن صبرى باشا; 1879 – 14 листопада 1940) – єгипетський політик, прем'єр-міністр Єгипту у червні-листопаді 1940 року.

## життєпис
Здобув педагогічну та юридичну освіту, розпочав кар'єру з посади директора школи імені Мухаммеда Алі в Каїрі. Пізніше викладав у школі Аль-Азгар. 1926 року був обраний до Палати депутатів як представник Гарбії. 1931 був обраний до Сенату. З 1933 до 1934 року займав пост міністра фінансів. 1934 отримав посаду посла Єгипту у Великій Британії. Після повернення на батьківщину став міністром комерції та зв'язку, а потім — військовим міністром.
Король Фарук I доручив йому сформувати коаліційний кабінет у червні 1940 року. Помер на підлозі Парламенту після виголошення промови про затвердження ордена Мухаммеда Алі найвищою державною нагородою Єгипту.